# Lovro Bračuljević
Lovro Bračuljević (Budim, oko 1685. – Budim, 21. studenog 1737.) je bio hrvatski književnik. Pripadao je franjevačkom redu.

## Životopis
Rodio se oko 1685. u Budimu.
 
Studirao je filozofiju i bogoslovne nauke. Nakon studije, profesorom je filozofije u Budimu.

U svom radu se služio narodnim jezikom.

Za povijest hrvatskog jezika je bitno što se Bračuljević bavio i pravopisnim problemima. 
Jedan je od autora, koji su pokušali nadići nejedinstvenost pravopisne prakse u hrvatskoj književnosti, pored Šime Budinić (1583.), Bartol Kašić (1604.), Rajmund Džamanjić (1639.), Pavao Ritter Vitezović (prije 1702.), Andrija Jambrešić (1732.); Lovro Bračuljević je to pokušao 1730. godine.

Među ostalim, u djelu "Uzao serafinske (po naški – goruće) ljubavi", predložio je ovakvo pisanje tekstova na narodnom jeziku: "Lipše i pofaljenije je pisati onako kako se govori, jer štogod je od više, nije faljeno već kuđeno. Zato u knjigama pišem onako kako govorimo i izgovaramo naške riči: jer kako se mogu izgovarati, onako se mogu u knjigah štiti.", odnosno, predlagao je fonetski pravopis, znatno prije nekih razvikanijih pisaca koje se uzima za tvorce načela "piši kao što govoriš".
Pored pravopisnih tema, u svojim djelima je pisao i o hrvatskoj etničkoj skupini Bunjevcima u Ugarskoj.
Od njegovih pet djela koja je napisao, do danas se sačuvalo samo dva. Unatoč tome, neizbježna je i nezaobilazna osoba je pri izučavanju književnosti Hrvata u Mađarskoj.
Smatra ga se dijelom budimskog kruga hrvatskih franjevačkih pisaca, zajedno s Marijanom Jaićem, Mihovilom Radnićem, Matijom Petrom Katančićem, Grgurom Ćevapovićem, Grgurom Peštalićem, Emerikom Pavićem, Stjepanom Vilovim i ostalima, koji je uvelike pridonio razvitku kulture Hrvata u Ugarskoj u 18. i 19. stoljeću.
Umro je 21. studenog 1737. u Budimu.

## Djela
- Uzao serafinske (po naški – goruće) ljubavi, Budim,1730.
- Dobar put putovagnia kristianskogh u rai vicsniega uxivagnia to jest vladalistca za pravo i korisno suxiti Bogu, Budim 1730.

## Vanjske poveznice
- Zvonik  Arhivirana inačica izvorne stranice od 9. ožujka 2008. (Wayback Machine) Jezik i pravopis Bunjevaca i Šokaca (prvi dio)
- Zvonik Jezik i pravopis Bunjevaca i Šokaca (drugi dio)
- Matica hrvatska  Arhivirana inačica izvorne stranice od 8. kolovoza 2007. (Wayback Machine) Knjige:  Hrvatska književnost BiH od XIV_ do sredine XVIII_ stoljeća (6)
- Croatica.hu  Arhivirana inačica izvorne stranice od 30. prosinca 2007. (Wayback Machine) Croatica Kht.: Povijest Hrvata u Mađarskoj
- Hrvatski glasnik  Arhivirana inačica izvorne stranice od 21. srpnja 2011. (Wayback Machine)
- Filozofski fakultet u Zagrebu  Arhivirana inačica izvorne stranice od 10. svibnja 2008. (Wayback Machine) Literature
- [neaktivna poveznica] Horvát népismeret
- Iznad žita nebo  Arhivirana inačica izvorne stranice od 7. listopada 2007. (Wayback Machine)
- (mađ.) Eötvös József Főiskola, Baja  Arhivirana inačica izvorne stranice od 1. travnja 2010. (Wayback Machine) Nemzetiségi referens felsőfokú szakképzési program - A horvát kisebbség irodalma I.II.III.
- Glas koncila  Arhivirana inačica izvorne stranice od 10. studenoga 2007. (Wayback Machine) Sv. Franjo u hrvatskoj književnosti